# Prionaster
Prionaster is een geslacht van kamsterren uit de familie Goniopectinidae.

## Soorten
- Prionaster analogus Fisher, 1913
- Prionaster elegans Verrill, 1899
- Prionaster gracilis Fisher, 1913
- Prionaster megaloplax Fisher, 1913